# Goldie Colwell
Pour les articles homonymes, voir Goldie et Colwell.
Goldie Colwell (née le 29 janvier 1889 à Tecumseh dans le Kansas et morte le 27 juillet 1982 à Marina Del Rey) est une actrice américaine.

## Filmographie
- 1911 : Why the Sheriff is a Bachelor
- 1912 : Our Lady of the Pearls
- 1913 : Diverging Paths
- 1913 : Margarita and the Mission Funds de Lem B. Parker : Senorita Mannds
- 1913 : The Hoyden's Awakening de Lem B. Parker
- 1913 : A Change of Administration
- 1913 : Les Aventures de Kathlyn (The Adventures of Kathlyn) de Francis J. Grandon : Pundita
- 1914 : Nan's Victory
- 1914 : The Real Thing in Cowboys : Elsie Mitchell
- 1914 : The Way of the Redman : Bounding Fawn
- 1914 : The Mexican : Mrs. Heflin
- 1914 : Jimmy Hayes and Muriel : Muriel
- 1914 : Why the Sheriff Is a Bachelor : Alice
- 1914 : The Telltale Knife : Mabel Madden
- 1914 : The Ranger's Romance : Sally
- 1914 : The Sheriff's Reward : Rose Boland
- 1914 : Out of Petticoat Lane
- 1914 : The Scapegoat : Nell, Tom's Sister
- 1914 : The Rival Stage Lines : Miss Johnson
- 1914 : Saved by a Watch : Alice
- 1914 : The Man from the East : May
- 1914 : Cactus Jake, Heart-Breaker : Hazel Clark
- 1915 : A Militant School Ma'am : Ruth Winter
- 1915 : Harold's Bad Man
- 1915 : Cactus Jim's Shop Girl : Nell Morton
- 1915 : Forked Trails
- 1915 : Roping a Bride
- 1915 : Bill Haywood, Producer
- 1915 : Slim Higgins
- 1915 : The Man from Texas
- 1915 : Le Conducteur de diligence et la jeune fille (The Stagecoach Driver and the Girl) de Tom Mix : Alice, Tom's Sister
- 1915 : Sagebrush Tom : Moving Picture Actress
- 1915 : Ma's Girls : Madge
- 1915 : Father Forgot
- 1915 : The Stolen Case
- 1915 : A Harmless Flirtation
- 1915 : A Night Lodging
- 1915 : The Fighting Kid
- 1915 : On the Job
- 1915 : He's in Again
- 1915 : Waking Up Father
- 1915 : The Little Hero
- 1915 : Jerry's Busy Day
- 1915 : Making Matters Worse
- 1915 : Jerry and the Gunman
- 1915 : The Knockout
- 1915 : The Treasure Box
- 1915 : The Oriental Spasm
- 1915 : A Change of Luck
- 1915 : Taking a Chance
- 1915 : The Little Detective
- 1915 : When Avarice Rules
- 1916 : Jerry to the Rescue
- 1916 : In the Days of Daring
- 1916 : The Adventures of Kathlyn : Pundita
- 1916 : The Yaqui : Modesta
- 1916 : A Strange Confession
- 1916 : Under the Lion's Paw
- 1916 : A Jungle Hero
- 1917 : Jerry and the Outlaws
- 1917 : Jerry and His Pal
- 1917 : Jerry's Big Raid
- 1917 : The Heart of Texas Ryan : Marion Smith
- 1917 : Jerry's Big Mystery
- 1917 : Jerry's Hopeless Tangle
- 1917 : Jerry's Gentle Nursing
- 1917 : Jerry at the Waldorf
- 1917 : Jerry's Getaway
- 1917 : Jerry and the Vampire
- 1918 : Code of the Yukon : Goldie